# Білоножко Віталій Васильович
Віта́лій Васи́льович Білоно́жко (11 червня 1953, с. Слобода, колишній Буринський район ,нині Конотопський район, Сумська область, УРСР, СРСР — 9 січня 2024, Київ, Україна) — український співак, естрадний виконавець; Народний артист України (1995); засновник та організатор періодичного Міжнародного фестивалю родинної творчості «Мелодія двох сердець».

## З життя і творчості
Народився 11 червня 1953 року в селі Слобода тоді ще Буринського району на Сумщині.
Закінчив загальноосвітню середню школу та музичну семирічну школу за класом акордеона. Брав активну участь у художній самодіяльності району та області.
Навчався в Сумському музичному училищі на диригентсько-хоровому факультеті, по закінченні якого працював у Чернігівській філармонії, служив в армії — у Київському військовому окрузі в десантних військах, під час служби в армії Віталій Білоножко був учасником Ансамблю пісні й танцю Київського військового округу.
Продовжив навчання в Київській консерваторії за класом вокалу в народного артиста УРСР Костянтина Огнєвого. Одночасно працював солістом Київського театру естради на Подолі.
Від 1981 року працював солістом Держтелерадіо України. Брав участь у Днях культури України у 25 країнах світу, зокрема у США, Канаді, Китаї, Великій Британії, Франції, Угорщині, Німеччині, Польщі, Чехословаччині, Японії, Сомалі та всіх республіках колишнього СРСР.
Першими піснями, записаними Білоножком на радіо, стали твори Максима Дунаєвського «Всё пройдёт» і «Городские цветы». Згодом Білоножко знайшов собі постійних авторів — Олександра Злотника (пісні «Возвращайся сюда», «Там де двоє зустрічаються», «Затанцую тебя», «Кто ты такой?», «Тайфун по имени Катя», «Старая дача», «Чарівниця», «Шануймо любов») та Олександра Осадчого («Ти — земле моя», «Твоє ім'я», «А була любов», «Не лукав», «Боже, дай Україні волю»). У 1994 році фірма «НАК» випустила дві касети під спільною назвою «Ярмарок», через рік — «Яблуневий туман», на яких зібрані останні на той час записи Віталія Білоножка. Відтоді ж Віталій почав концертувати разом зі своєю дружиною Світланою, колишньою солісткою оперети та ексдикторкою телеканалу УТ-1.
Загалом Білоножко випустив шість компакт-дисків в Україні, США та Канаді, антологію власної творчості та 12 аудіокасет.
У 1999 році, разом з дружиною, народною артисткою України Світланою Білоножко, став засновником регулярного Міжнародного фестивалю родинної творчості «Мелодія двох сердець», одного з найпопулярніших у державі.

Могила Віталія Білоножка, Байкове кладовище

У 2000-х роках виступав у концертних програмах, зокрема був сталим учасником благодійних акцій і гала-концертів, у тому числі на ТБ, опікувався фестивалем «Мелодія двох сердець», одночасно викладав на кафедрі естрадного співу в Київському національному університеті культури і мистецтв.
Балотувався в народні депутати від партії «Сила і честь» на парламентських виборах 2019 року, № 22 у списку. Безпартійний.
Останіми роками невиступав через те ,що не хотів заразитися від коронавірусу,а потім переживав через війну і говорив що зараз всякі фестивалі не на часі.
Помер 9 січня 2024 року у віці 70 років у Києві. Прощання зі співаком пройшло 12 січня в Національній філармонії України, а поховали його на центральній алеї Байкового кладовища (ділянка № 42а, 50°25′19.14″ пн. ш. 30°30′27.18″ сх. д. / 50.4219833° пн. ш. 30.5075500° сх. д.).

## Нагороди
- 1995 — народний артист України
- Міжнародний орден Миколи Чудотворця (1998, за внесок у розвиток та популяризацію української пісні)
- «Президентська Ніка» (1997)
- орден Ярослава Мудрого V ступеня (2003)[7]
- орден «За заслуги» ІІІ ступеня (2008)[8]
- орден «За заслуги» ІІ ступеня (2013).[9]
- багаторазовий дипломант музичної премії Шлягер року.

## Цікаві факти
- Виконував партію Лікомеда в опері Генделя «Дейдамі́я»[it] в оперній студії консерваторії та Лейпцизькому оперному театрі[de].
- Виступав на 49 концертах у зоні відчуження Чорнобильської АЕС[10].

## Родина
- Дружина - Білоножко Світлана Григорівна (нар.1 вересня 1957)

- Діти - Георгій Віталійович Білоножко (нар.14 травня) і Євген Віталійович Білоножко (нар.1 вересня)

Внуки  - від старшого сина Георгія
- Віталій Георгійович Білоножко (нар.28 жовтня 2001)
- Світлана Георгіївна Білоножко (нар.27 березня 2008)

- Невістка - Марина Володимирівна Білоножко (нар.17 квітня 1980)

## Виноски
1. ↑  Помер Народний артист України Віталій Білоножко
2. ↑  Віталій Білоножко [Архівовано 19 березня 2011 у Wayback Machine.] на сайт [Архівовано 5 січня 2007 у Wayback Machine.] КНУКіМ
3. ↑  Помер народний артист України Віталій Білоножко. РБК-Украина (укр.). Процитовано 20 січня 2024.
4. ↑  Фестиваль «Мелодія двох сердець» [Архівовано 1 вересня 2011 у Wayback Machine.] на Офіційний сайт Віталія та Світлани Білоножків [Архівовано 1 вересня 2011 у Wayback Machine.]
5. ↑  Центральна виборча комісія. Архів оригіналу за 19 липня 2019. Процитовано 19 липня 2019.
6. ↑  Помер народний артист України Віталій Білоножко, Радіо Свобода, 09.01.2024
7. ↑  Указ Президента України від 10 червня 2003 року № 504/2003 «Про нагородження орденом князя Ярослава Мудрого»
8. ↑  Указ Президента України від 11 червня 2008 року № 537/2008 «Про нагородження В. Білоножка орденом "За заслуги"»
9. ↑  Указ Президента України від 27.06.2013 року № 355/2013 «Про відзначення державними нагородами України з нагоди Дня Конституції України»
10. ↑  Біографія Віталія Білоножка [Архівовано 1 вересня 2011 у Wayback Machine.] на Офіційний сайт Віталія та Світлани Білоножків [Архівовано 1 вересня 2011 у Wayback Machine.]